# Traves Smikle
Traves Jamie Smikle (ur. 7 maja 1992 w Kingston) – jamajski lekkoatleta specjalizujący się w rzucie dyskiem, olimpijczyk.
Jako junior zdobywał liczne medale CARIFTA Games (także w pchnięciu kulą). W 2009 zdobył brąz mistrzostw świata juniorów młodszych, a kilka tygodni później ponownie stanął na najniższym stopniu podium, tym razem podczas mistrzostw panamerykańskich juniorów. Brązowy medalista juniorskich mistrzostw Ameryki Środkowej i Karaibów z 2010. W 2011 triumfował na mistrzostwach panamerykańskich juniorów. Złoty medalista młodzieżowych mistrzostw NACAC z 2012. W tym samym roku reprezentował Jamajkę na igrzyskach olimpijskich w Londynie, na których zajął 20. miejsce w eliminacjach i nie awansował do finału. Medalista mistrzostw Jamajki.
W 2013 został zdyskwalifikowany na dwa lata za stosowanie niedozwolonego dopingu (do 21 czerwca 2015).
Rekord życiowy: 68,14 (11 lutego 2023, Kingston). Smikle jest aktualnym rekordzistą Karaibów juniorów w rzucie juniorskim dyskiem o wadze 1,75 kilograma (66,58).

## Osiągnięcia
| Rok  | Impreza                                           | Miejsce       | Lokata            | Wynik |
| ---- | ------------------------------------------------- | ------------- | ----------------- | ----- |
| 2009 | Mistrzostwa świata juniorów młodszych             | Bressanone    | 3. miejsce        | 61,22 |
| 2009 | Mistrzostwa panamerykańskie juniorów              | Port-of-Spain | 3. miejsce        | 57,18 |
| 2010 | Mistrzostwa Ameryki Środkowej i Karaibów juniorów | Santo Domingo | 3. miejsce        | 57,20 |
| 2010 | Mistrzostwa świata juniorów                       | Moncton       | 7. miejsce        | 59,59 |
| 2011 | Mistrzostwa panamerykańskie juniorów              | Miramar       | 1. miejsce        | 66,58 |
| 2012 | Młodzieżowe mistrzostwa NACAC                     | Irapuato      | 1. miejsce        | 62,11 |
| 2012 | Igrzyska olimpijskie                              | Londyn        | el. – 20. miejsce | 61,85 |
| 2013 | Uniwersjada                                       | Kazań         | DSQ               | 60,91 |
| 2017 | Mistrzostwa świata                                | Londyn        | 8. miejsce        | 64,04 |
| 2018 | Igrzyska Wspólnoty Narodów                        | Gold Coast    | 2. miejsce        | 63,98 |
| 2018 | Igrzyska Ameryki Środkowej i Karaibów             | Barranquilla  | 3. miejsce        | 64,68 |
| 2018 | Mistrzostwa NACAC                                 | Toronto       | 2. miejsce        | 65,46 |
| 2019 | Igrzyska panamerykańskie                          | Lima          | 2. miejsce        | 65,02 |
| 2019 | Mistrzostwa świata                                | Doha          | el. – 15. miejsce | 62,93 |
| 2021 | Igrzyska olimpijskie                              | Tokio         | el. – 25. miejsce | 59,04 |
| 2022 | Mistrzostwa świata                                | Eugene        | 12. miejsce       | 62,23 |
| 2022 | Igrzyska Wspólnoty Narodów                        | Birmingham    | 3. miejsce        | 64,58 |
| 2022 | Mistrzostwa NACAC                                 | Freeport      | 1. miejsce        | 62,89 |
| 2023 | Mistrzostwa świata                                | Budapeszt     | 11. miejsce       | 61,90 |
| 2024 | Igrzyska olimpijskie                              | Paryż         | 10. miejsce       | 64,97 |